# Tadeu Hâjdeu
Tadeu Hâjdeu(n. 1769 – d. 1835) a fost un poet de limbă polonă.

## Biografie

### Copilăria
Tadeu Hâjdeu, fiul lui Ioan Hâjdeu (1719-1777) și al Margaretei Piorkuszewski, s-a născut în Polonia, în 1769.
La vârsta de 14 ani scria versuri în limba poloneză. În copilărie Tadeu, pe lângă limbile română, rusă și poloneză, vorbea germana și franceza, știa latina și greaca veche. Practica desenul și executa portrete în ulei. De asemenea, cânta la flaut.

### Armata și maturitatea
La vârsta de 17 ani, ca urmare a unei aventuri amoroase, a fugit din Polonia și a intrat în armata austriacă. Promovat la gradul de locotenent și decorat, a revenit în Polonia și se-a căsătorit cu o domnișoară din familia Denhof. Din această căsătorie, care a fost de scurtă durată, a avut în 1806 un fiu, Tadeu. Apoi, a luat de soție a doua oară o evreică pe nume Valeria. A avut cu ea doi băieți: Alexandru (1811-1872) și Boleslav (1812-1886).
Dintre cei trei fii, Tadeu a intrat foarte tânăr în garda imperială rusească, și s-a afirmat cu distincție în războiul împotriva turcilor în 1828. A fost colonel și comandant de regiment la vârsta de 30 de ani, dar a căzut în mizantropie după pierderea logodnicei sale, s-a retras la țară și a murit într-o izolare completă, lăsându-l moștenitor pe valetul său. Cânta foarte bine la vioară.
Al treilea fiu, Boleslav, naturalist, a murit la Viena, fără urmași.
În 1812, după anexarea Basarabiei, Tadeu Hâjdeu s-a dus în această provincie pentru a-și revendica pământurile străbunilor săi, căzute de secole în mâinile câtorva familii aliate. În 1805, guvernul rus îl recunoscuse ca descendent al voievodului Moldovei Ștefan Petriceicu. După multe procese a reușit să recâștige două proprietăți în județul Hotin și s-a stabilit pentru totdeauna în Basarabia.
Tadeu Hâjdeu a murit în 1835 la vârsta de 66 de ani.
În literatura poloneză, Tadeu Hâjdeu este cunoscut aproape exclusiv prin două volume de traducere a teatrului lui Kotzebue.